# Biddu
Biddu (arab. بدّو) – miasto gminne położone w muhafazie Jerozolima w Autonomii Palestyńskiej.

## Położenie
Miejscowość jest położona na wzgórzu na wysokości około 820 metrów n.p.m. w południowej części Samarii. Na północ i południe od miejscowości teren stromo opada do wadi.
Biddu znajduje się w palestyńskiej „enklawie Biddu” otoczonej murem bezpieczeństwa, który oddziela terytorium Autonomii Palestyńskiej od Izraela. W jej otoczeniu w „enklawie Biddu” są wioski Bajt Surik, Al-Kubajba i Bejt Ijza. Enklawa jest połączona z miastem Ramallah drogą z podziemnymi tunelami, która jest otoczona murem z obu stron. Po stronie izraelskiej jest miasteczko Har Adar, oraz osiedla żydowskie Giv'on HaHadasza i Har Szmuel.

## Historia
Na samym początku I wojny izraelsko-arabskiej w maju 1948 roku wioskę zajęły oddziały jordańskiego Legionu Arabskiego. Po wojnie Biddu weszła w skład terytorium okupowanego przez Transjordanię. Podczas wojny sześciodniowej w 1967 roku wioskę zajęły wojska izraelskie. Biddu znalazła się na okupowanym przez Izrael terytorium Zachodniego Brzegu Jordanu. Na mocy zawartego w 1993 Porozumienia z Oslo, rok później utworzono Autonomię Palestyńską. Wioska Biddu weszła w skład strefy „C”, w której cywilną administrację oraz sprawy bezpieczeństwa sprawowali Izraelczycy.